# Luis Bahamonde
Luis Bahamonde Alvear (Valparaíso, 17 de junio de 1917-Santiago de Chile, 18 de septiembre de 1978) fue un compositor chileno de música folclórica y popular romántica. Integró junto a Carmencita Ruíz, el conjunto Fiesta Linda, y compuso muchas canciones, que grabaron varios cantantes chilenos, como Carmen Maureira , Luis Jara, Los Huasos Quincheros, los Huasos de Algarrobal, Leo Marini, Carmen Barros, e internacionales, como Yaco Monti.
Entre sus canciones más destacadas, se encuentran: Que bonita es mi Tierra, Vanidad, Huaso Ladino, Ende que te vi, Sin retorno (más conocido por Si tu te vas), Viva Chile, Fiesta Linda, Apología de la cueca, etc.
Murió en plenas  Fiestas Patrias en Santiago de Chile, en 1978, a la edad de 61 años.